# Atypus karschi
Atypus karschi is een spin binnen de familie der mijnspinnen (Atypidae). Ze behoort tot het geslacht Atypus. Deze soort leeft in Japan, China en Taiwan. In Japan staat deze spin bekend als ji-gumo (ジグモ). De naam is afgeleid van de Duitse arachnoloog Friedrich Karsch.
De spin is zwart tot bruin van kleur en bereikt een lengte van 17 à 20 mm. Zoals de andere soorten uit deze familie heeft Atypus karschi cheliceren (gifkaken) die parallel liggen en elkaar niet kruisen, zoals bij de meeste vogelspinnen. De gifkaken zijn vrij groot en opvallend blinkend zwart gekleurd.
Deze spin heeft een vrij ongewoon web. Ze spint een soort buisachtige constructie, die deels boven en deels onder de grond ligt. De ingang wordt gecamoufleerd met bladeren, mos en allerlei dood materiaal. De spin wacht tot een insect over de ingang van de buis kruipt en slaat dan toe door razendsnel uit het hol te kruipen en het insect met de gifkaken in de buis te sleuren.